# Джексон (аэропорт, Калифорния)
Аэропорт округа Амадор, также известный, как Аэропорт Уэстовер-Филд, (англ. Amador County Airport), (FAA LID: O70) — государственный гражданский аэропорт, расположенный в 3,2 километрах к северо-западу от города Джексон, округ Амадор (Калифорния), США. Аэропорт главным образом обслуживает рейсы авиации общего назначения.

## Операционная деятельность
Аэропорт округа Амадор занимает площадь в 45 гектар, расположен на высоте 515 метров над уровнем моря и эксплуатирует одну взлётно-посадочную полосу:
- 1/19 размерами 1037 х 18 метров с асфальтовым покрытием.